# Ыйман Нуру
Ыйман Нуру (рус. Свет веры), официально Политическая партия справедливости и развития «Ыйман Нуру» (кирг. “Ыйман Нуру” Адилетүүлүк жана өнүгүү саясий партиясы) — политическая партия в Кыргызстане.

## История
Партия участвовала в парламентских выборах 2020 года, на которых набрала 66 747 голосов (3,1 %), что ниже семипроцентного порога. На выборах 2021 года на которых порог был снижен до 5 %, партия выступила лучше, набрав 5,98 % и получив пять мест в Жогорку Кенеше.